# 荷兰科学研究组织
52°5′0″N 4°19′0″E / 52.08333°N 4.31667°E
荷兰研究委員會（英語：Dutch Research Council）是一家荷兰研究机构，每年为各大高校和研究机构的数千项项目提供资金支持，提高科研水平。

## 历史
成立于1950年，该组织是位于荷兰教育、文化及科学部下面的独立管理组织，每年能收到4亿欧元预算，其中3亿欧元来自于荷兰教育、文化及科学部。下放资金其中3亿欧元流向各大高校和研究所，也会支持自己研发机构。

## 奖项
每年会颁发斯宾诺莎奖，以荷兰哲学家巴鲁赫·斯宾诺莎命名，这也是荷兰科技最高奖项。